# Minari Original Motion Picture Soundtrack
Die Musik für Minari, ein Filmdrama von Lee Isaac Chung, wurde von Emile Mosseri komponiert. Im Rahmen der Oscarverleihung 2021 erhielt er hierfür eine Nominierung für die beste Filmmusik. Das Soundtrack-Album wurde im Februar 2021 von Milan Records veröffentlicht.

## Entstehung
Die Musik für das Filmdrama Minari – Wo wir Wurzeln schlagen von Lee Isaac Chung wurde von Emile Mosseri komponiert. Der in Los Angeles lebende Musiker studierte Komposition am Berklee College of Music und ist Mitglied der Gruppe Human Love. Als Komponist, Pianist, Sänger und Produzent konnte sich Mosseri durch einige wenige Arbeiten bereits einen Namen in der Welt der Filmmusik machen. Der erste Film, für den Mosseri die Musik komponierte, war The Last Black Man in San Francisco.

## Veröffentlichung
Das Soundtrack-Album mit insgesamt 16 Musikstücken wurde am 12. Februar 2021 von Milan Records veröffentlicht. Im März 2021 veröffentlichte Milan Records den Rain Song als Single in englischer Sprache / in der englischen Version als Download. Dieser ist auf dem Album lediglich in seiner koreanischen Originalversion enthalten, mit einem Text von Stefanie Hong und dem Gesang von Yeri Han.

## Titelliste
1. Intro (1:38)
2. Jacob and the Stone (1:38)
3. Big Country (2:16)
4. Garden of Eden (1:36)
5. Rain Song – Emile Mosseri und Han Ye-ri (2:12)
6. Grandma Picked a Good Spot (3:30)
7. Halmeoni (1:23)
8. Jacob’s Prayer (1:34)
9. Wind Song – Emile Mosseri und Han Ye-ri (2:41)
10. Birdslingers (1:52)
11. Oklahoma City (1:08)
12. Minari Suite (3:48)
13. You’ll Be Happy (0:52)
14. Paul’s Antiphony (1:54)
15. Find It Every Time (2:03)
16. Outro (2:53)

## Auszeichnungen
Sowohl Green als auch der Rain Song wurden im Februar 2021 in eine Vorauswahl von 15 Liedern der Academy of Motion Picture Arts and Sciences als Bester Song für die Oscarverleihung 2021 aufgenommen. Im Folgenden eine Auswahl von Nominierungen und Auszeichnungen.
Boston Society of Film Critics Awards 2020
- Auszeichnung für die Beste Filmmusik (Emile Mosseri)

British Academy Film Awards 2021
- Nominierung für die Beste Filmmusik (Emile Mosseri)[7]

Critics’ Choice Movie Awards 2021
- Nominierung für die Beste Filmmusik (Emile Mosseri)

Hollywood Music in Media Awards 2021
- Nominierung für die Beste Filmmusik – Independentfilm (Emile Mosseri)
- Nominierung als Bester Song – Independentfilm (Rain Song, Emile Mosseri, Stefanie Hong und Han Ye-ri)[8]

Indiana Film Journalists Association Awards 2020
- Runner-Up für die Beste Filmmusik (Emile Mosseri)[9]

Online Film Critics Society Awards 2021
- Nominierung für die Beste Filmmusik (Emile Mosseri)[10]

Oscarverleihung 2021
- Nominierung für die Beste Filmmusik (Emile Mosseri)

Satellite Awards 2020
- Nominierung für die Beste Filmmusik (Emile Mosseri)[11]

Sunset Film Circle Awards 2020
- Zweitplatzierter Beste Filmmusik (Emile Mosseri)[12]

World Soundtrack Awards 2021
- Nominierung als Film Composer of the Year (Emile Mosseri)
- Nominierung als Best Original Song (Rain Song, Emile Mosseri)[13]